# Sinagoga Touro di Newport
La sinagoga Touro di Newport, così chiamata in onore della famiglia che ne fu custode nel primo secolo della sua esistenza, è una sinagoga settecentesca del periodo precedente all'Indipendenza americana. Costruita tra il 1758 e il 1763 a Newport (Rhode Island), allora sotto il dominio inglese, in stile coloniale, è la più antica sinagoga ancora esistente nel territorio degli Stati Uniti.

## La costruzione della sinagoga

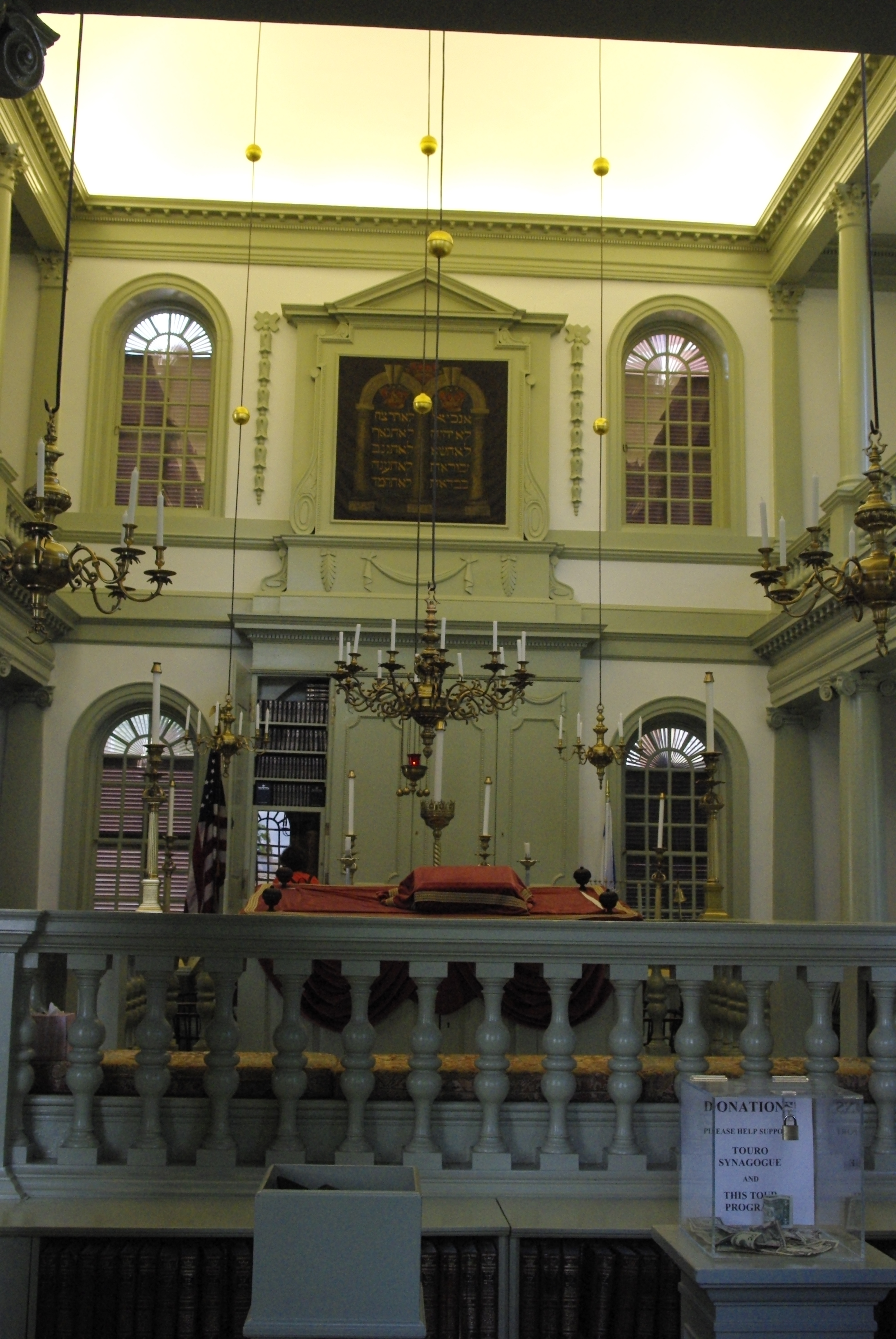
Interno della sinagoga

Una quindicina di famiglie ebree sefardite giunsero a Newport, nella colonia inglese del Rhode Island nel 1658, provenienti dall'isola di Barbados nei Caraibi dove una comunità ebraica esisteva dal 1620. I nuovi immigranti formarono quella che era allora la seconda comunità ebraica nelle nuove colonie, dopo quella stabilitasi a Nuova Amsterdam (= New York) nel 1654. Con la crescita economica e demografica la comunità dovette dotarsi dei necessari servizi. Nel 1677 fu acquistato il terreno per il cimitero e nel 1758 si pose mano alla costruzione di un ampio luogo di culto; nel 1780 sarà aperta anche una scuola per i ragazzi.
A progettare l'edificio della sinagoga si offrì gratuitamente Peter Harrison, un residente di Newport che giunto dall'Inghilterra nel 1738, da autodidatta si era fatto la fama di valente architetto realizzando importanti edifici pubblici e religiosi in Rhode Island e Massachusetts. La costruzione fu compiuta tra il 1759 e il 1763. Alla cerimonia di apertura, presieduta il 2 dicembre del 1763 dal Hazzan Isaac Touro, parteciparono non solo i membri della congregazione ma numerosi ospiti e membri del clero cristiano locale, incluso il pastore congregazionalista Ezra Stiles, che in seguito sarebbe divenuto presidente di Yale University.

## L'architettura
Harrison creò un edificio del tutto originale. Non vi erano del resto modelli diretti a cui riferirsi, in un'epoca in cui solo due sinagoghe esistevano nel Nord America: l'una, del 1703, nell'isola di Curaçao nei Caraibi, e l'altra, del 1730, a New York. Per gli esterni Harrison fece tesoro delle sue conoscenze dell'architettura palladiana, di cui egli fu uno dei primi interpreti nelle colonie americane. Per gli interni, molto luminosi con eleganti finestroni, si affidò alle indicazioni di Isaac Touro, che era da poco giunto da Amsterdam, incorporando elementi tipici delle sinagoghe sefardite olandesi La sala di preghiera, con forti richiami classicheggianti, è contornata da una serie di 12 colonne ioniche di legno (due sul lato di ingresso e quattro su ciascuno dei lati), che sorreggono il matroneo e simboleggiano le 12 tribù di Israele. L'arca è come per tradizione sulla parete est, verso Gerusalemme, sormontata da un murale dipinto raffigurante le tavole della Legge, opera di Benjamin Howland, un artista locale.
Dal soffitto a cassettoni, che è un'aggiunta del 1789 su donazione di Jacob Pollock, pendono cinque lampadari di ottone, dono anch'essi di membri della comunità tra il 1760 e il 1770.

## Storia della sinagoga, dalla costruzione ai giorni nostri
Le vicende della sinagoga si intrecciano con quella della storia americana e con le sorti della locale comunità ebraica.
Allo scoppio della guerra d'indipendenza americana Newport fu occupata militarmente dagli inglesi. La maggior parte delle famiglie ebree lasciò la città. La sinagoga fu trasformata in ospedale e luogo per pubbliche riunioni. Isaac Touro tuttavia ne rimase sempre a custodia, riuscendo a garantirne l'integrità fino alla fine del governo inglese nel 1779.
La sinagoga poté così riaprire al culto. Quando nell'agosto del 1790, tre mesi dopo la ratifica della Costituzione da parte del Rhode Island, George Washington visitò Newport accompagnato dal Segretario di Stato Thomas Jefferson, l'allora presidente della comunità ebraica, Mosè Mendes Seixas (1744-1809), fu tra personalità che inviarono lettere di saluto. Seixas ne approfittò per sollevare alcune questioni cruciali sulla libertà religiosa e la separazione tra chiesa e stato. La risposta di Washington ("happily the Government of the United States gives to bigotry no sanction, to persecution no assistance") ribadisce quei diritti di libertà religiosa che l'anno successivo saranno ufficialmente sanciti con l'approvazione del Primo emendamento. Le lettere di Seixas e Washington sono conservate tuttora alla Library of Congress e nel 1982, in occasione del 250 anniversario della nascita di George Washington le poste americane hanno emanato un francobollo commemorativo con l'immagine della sinagoga a ricordo dello scambio epistolare.

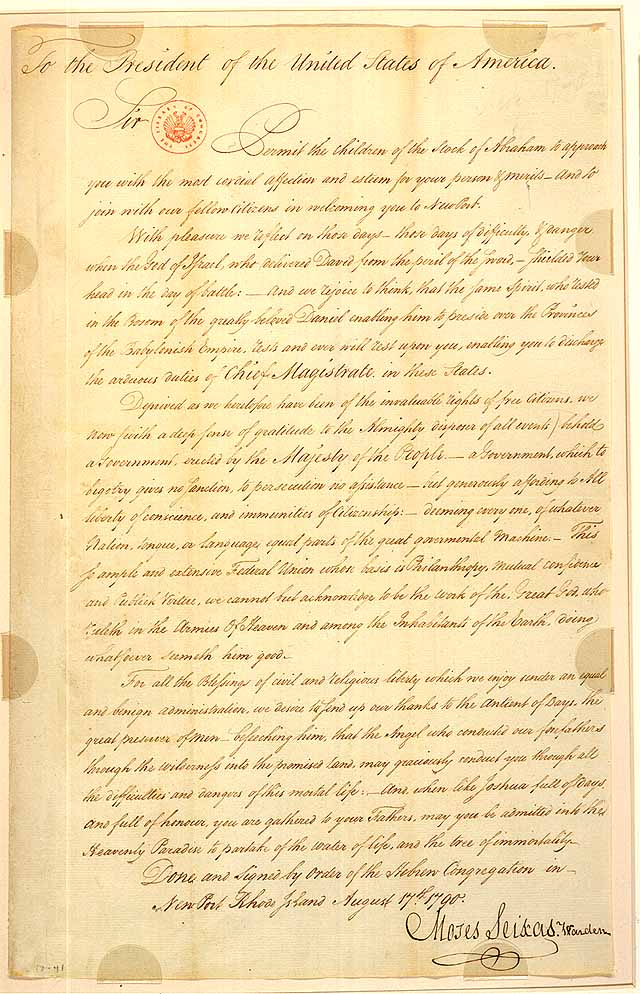
Lettera di Moses Seixas a George Washington
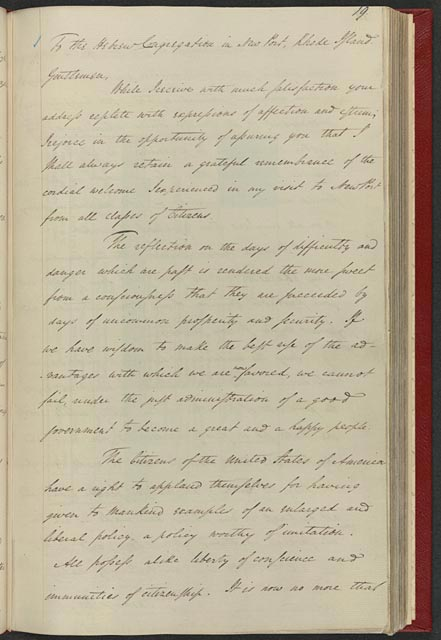
Risposta di George Washington (pag.1)
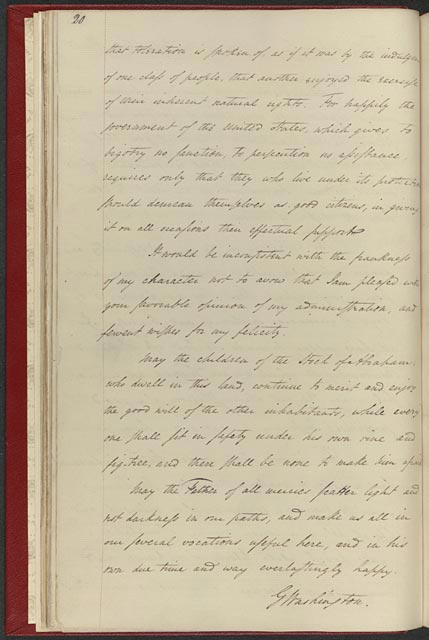
Risposta di George Washington (pag.2)

Nella prima metà dell'Ottocento, la diminuita importanza economica e strategica di Newport in rapporto agli altri grandi porti atlantici dell'Unione, portò al declino della comunità sefardita. Per alcuni decenni la sinagoga fu aperta solo d'estate o in occasione di qualche festività. I figli di Isaac Touro, Abraham e Judah, rimasti a Newport furono zelanti custodi della sinagoga e del cimitero. Judah, che aveva fatto una fortuna come mercante, alla sua morte lasciò alla città di Newport una generosa donazione per servire alle spese di manutenzione del cimitero e della sinagoga. Da questo momento in poi la sinagoga cominciò ad essere comunemente chiamata la Touro Synagogue.
La situazione cambiò a fine Ottocento con l'arrivo a Newport di numerosi nuovi immigrati ebrei askenaziti dall'Europa orientale. Nel 1883 essi ottennero l'uso della sinagoga e il rabbino Abraham Pereira Mendes fu chiamato da Londra a presiederla. Da allora la sinagoga non ha più cessato di essere attiva.
Nel secondo dopoguerra la sinagoga vede riconosciuta la sua importanza artistica e storica e l'attenzione si sposta più sulla sua natura di monumento nazionale da preservare che sulla sua funzione cultuale. Nel 1946 la Touro Synagogue fu una delle prime sinagoghe ad essere designata come monumento nazionale e due anni più tardi fu creato un Fondo per sostenerne le spese di gestione e promuoverne lo studio, la conoscenza e la visita. Nel 1966 fu inclusa nel National Register of Historic Places. Nel 2001 è stata avviata una collaborazione con il National Trust for Historic Preservation per la manutenzione e il restauro dell'ambiente. Oggi la sinagoga, ancora attiva al servizio di una congregazione di circa 150 famiglie, è una delle attrazioni turistiche più popolari della città di Newport e dell'intero Rhode Island con decine di migliaia di visitatori ogni anno.

## Galleria d'immagini

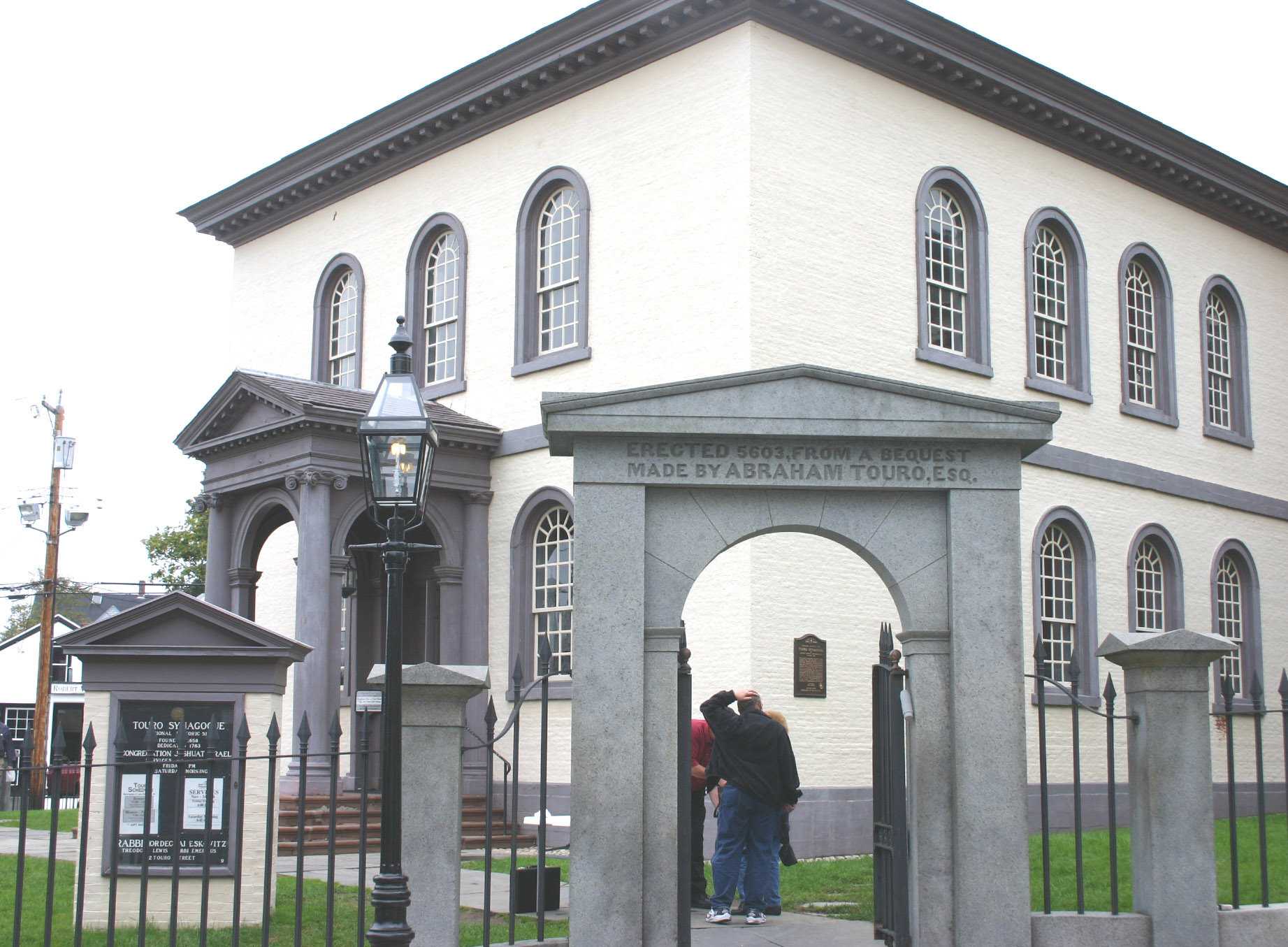
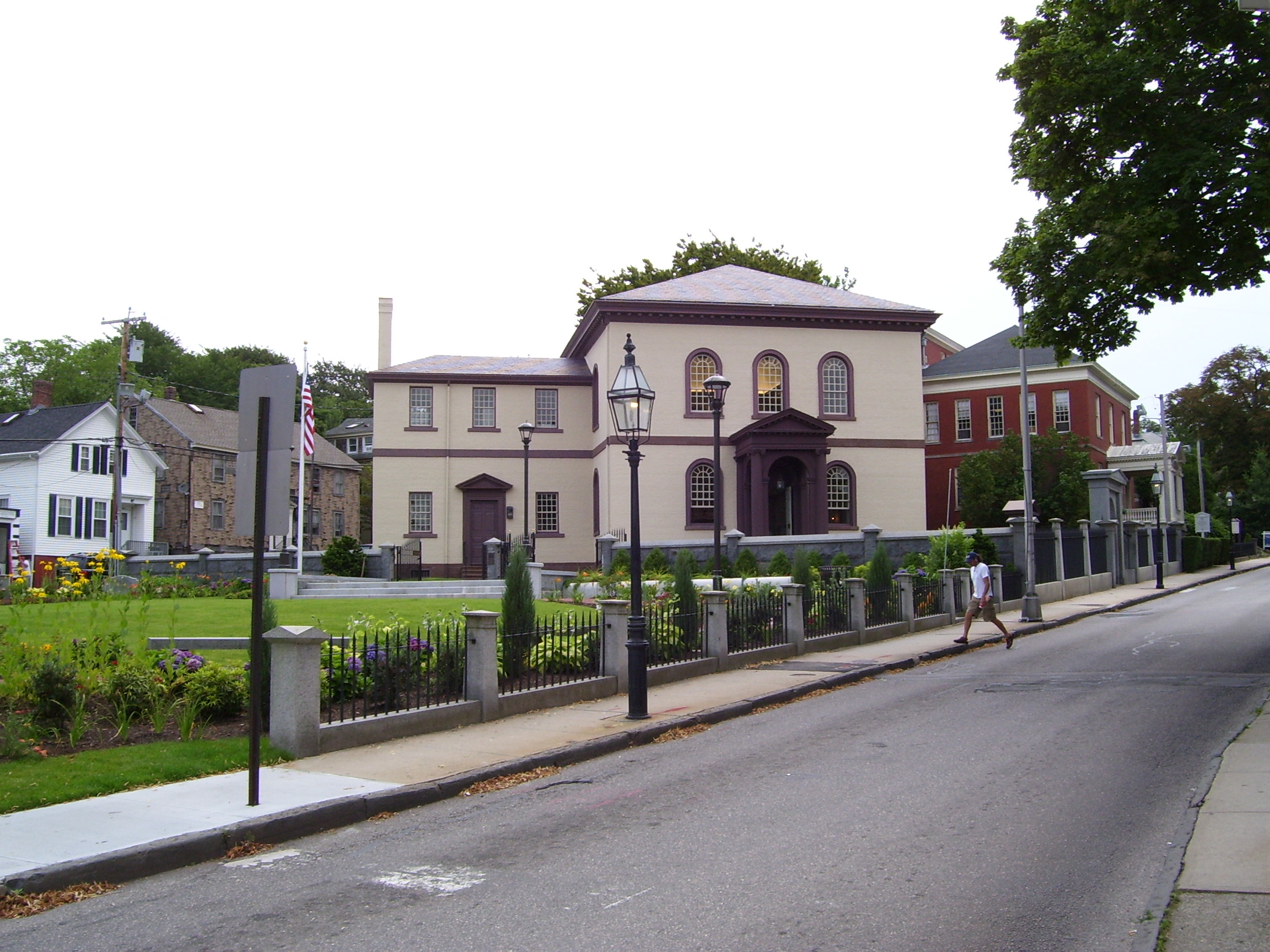
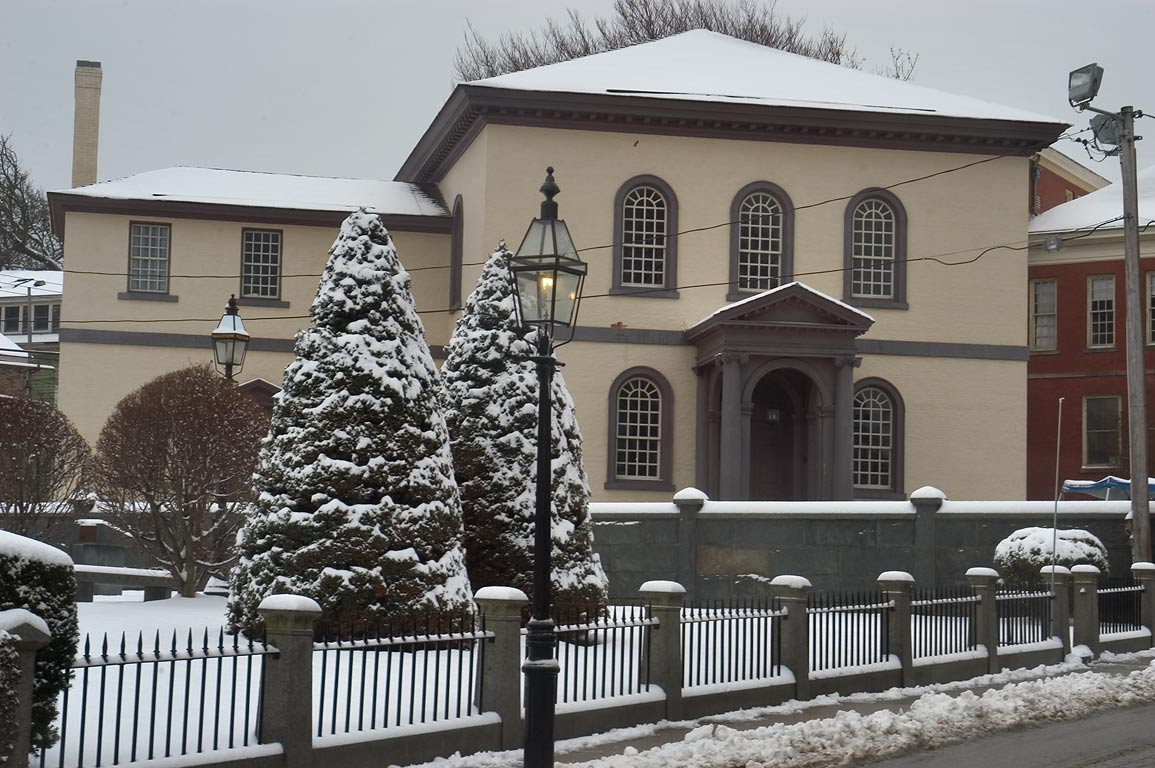

## Fonti
- Henry & Daniel Stolzman. Synagogue Architecture in America: Faith, Spirit & Identity. Mulgrave, Vic.: Images; Woodbridge: ACC Distribution, 2004
- Sito ufficiale della Touro Synagogue, su tourosynagogue.org.